# Eugenia shaferi
Eugenia shaferi är en myrtenväxtart som beskrevs av Ignatz Urban. Eugenia shaferi ingår i släktet Eugenia och familjen myrtenväxter. Inga underarter finns listade i Catalogue of Life.